# 港町人情ナース
『港町人情ナース』（みなとまちにんじょうナース）は、2006年から2008年までテレビ東京・BSジャパン共同制作「水曜ミステリー9」で放送されたテレビドラマシリーズ。全3回。主演は泉ピン子。

## キャスト

### 轟整形外科医院
花垣若葉
演 - 泉ピン子
看護師。理学療法士の資格を持つ。型破り的だが的確で、彼女の治療を受けると、「立つ、歩く、座る」の基本動作が奇跡的に回復するといわれる。患者に対する優しさや面倒見の良さに周囲から人が集まる長所もあるが、捜査に突っ込んでしまう欠点ともいえる。
以前、住んでいた場所を追い出されて以来、医院に住んでいる。ただ、家事は分担制で週3日（月火水）である。
轟幸太郎
演 - 小日向文世
院長。理学療法の権威だった亡き父に代わって、医院の跡取り。「大学進学時は文学部志望だったのを、強引に医学部に入れられた」と周囲には話すも、実は父に負けない医者を目指している。
武蔵野医大病院の助手を経て、現在に至るも、「度胸の無さが医者に向いていない」と気にしていて、いざという事が起きないことを願う小心者と称しているため、若葉に励まされる一面も。
医者以外の夢（詩人か名曲喫茶のマスター）もあり、詩やコーヒーのブレンドなどの趣味を持っている。医院が自宅であるも、家事は住み込みの若葉との分担制で週4日（木金土日）である。
小野朝美
演 - 吉井怜
看護師。理学療法のノウハウを学ぶためにこの医院に勤めるも、若葉の無茶さに異議を唱える。

### 神奈川県警捜査一課
当麻順平
演 - 植草克秀
主任。実家は轟整形外科医院の近くで、現在はマンションで一人暮らし。若葉からは「順平」と呼ばれ、小学5年までに寝小便を治療してもらった過去などから、弱味を握られているところがある。
戸倉学
演 - 針原滋
刑事。
小柳実
演 - 岩戸秀年
刑事。

### 地域の住民
武藤聡子
演 - 松金よね子
町会長。
竹取ひかり
演 - 山田花子
結婚していたが、夫に逃げられた結果の末に別居。ただし、「逃げられた」は彼女に禁句である。
小島光子
演 - 杉村暁

### ゲスト
第1作「"信濃寝かせ唄"殺人事件!」（2006年）
- 野本絵美（香苗の娘） - 山口あゆみ（少女期：蛭薙ありさ）
- 吉沢明彦（横浜北総合病院 外科部長） - 剛たつひと
- 橘祐司（石黒多佳子の交際相手・元ホスト） - 梅宮哲
- 八百屋 - ト字たかお
- 老婆の嫁 - 外海多伽子
- 横浜中央テレビのアナウンサー - 眞継ゆわ
- 婦警 - 間中優子
- 刑事 - 菊地尚弘
- 地元のおばさん - 根建伸子
- 松尾泰子（横浜北総合病院 事務局長） - 根岸季衣
- 島田香苗（横浜北総合病院 清掃員） - 市毛良枝
- 前田昇（横浜北総合病院 院長） - 小野寺昭
- 浜口悟、田付貴彦、土肥美緒、松永香織、藤邦有子、武藤晃子、滝澤晴幸、蛭子直和、小野敦子、かねちくけんじ、大塚太心、山村賢、五味良介、水谷悟、田村奈緒、田中里佳、落合百合子、立野勘治、岡田稔

第2作「伊豆温泉リゾート殺人事件」（2007年）
- 中西正之（横浜市議会議員） - 伊東孝明
- 橋詰幸信（京浜都市計画 専務） - 松澤一之
- 丸岡豊（丸岡リゾート社長） - 春海四方
- 三沢祐樹（三沢と由美子の息子・半年前事故） - 溝口琢矢
- 柳沢敦夫（京浜都市計画 社長） - 浅沼晋平
- 下条紀夫（水浜町の漁師） - 武発史郎
- 漁師 - 掛田誠、石沢徹、小田竜世、三浦秀斗、菊地尚弘
- 丸岡リゾート 事務員 - 武内由紀子
- 三沢由美子（三沢の妻） - 伊藤かずえ
- 漁師の妻 - 斉藤範子、根建伸子
- ウェイトレス - 間中優子
- 三沢明彦（漁師） - 嶋大輔
- 飯倉佐和子（スナックのママ） - 有森也実
- 藤邦有子、袴田祐輔、奥村誠、齋藤彩、守屋恵美子

第3作「富士五湖〜湯けむり地蔵殺人事件」（2008年）
- 白鳥雅代（宝明デイサービス 社長） - 山口美也子
- 徳永晋一郎（宝明デイサービス 専務） - 春田純一
- 石橋妙子（潮風団地住人） - 宮内順子
- 安東清（潮風団地住人） - 市原清彦
- 神崎高志（潮風団地住人・無職） - 蓮尾卓美
- 神崎綾香（神崎の妻） - 林沙織
- 若林智仁（一人暮らしの老人） - 松田章
- 飯島滋（若手刑事） - 寒河江裕太
- 原口貴明（潮風団地住人） - 河原さぶ
- 宝明の役員 - 西田清史
- 宝明の社員 - 大樹
- 矢崎（しのぶの父・25年前 交通事故死） - 浜幸一郎
- ビッグサンデーのリポーター - 三浦秀斗
- 横浜中央テレビのアナウンサー - 眞継ゆわ
- 潮風団地住人 - 菊地尚弘、奥村真、根建伸子
- 山内紀美子（宝明デイサービス 介護士） - 石井めぐみ
- 矢崎しのぶ（宝明デイサービス 介護士・轟幸太郎の知り合い） - 大島さと子
- 徳弘夏生

## スタッフ
- プロデューサー - 岡部紳二、志村彰、高橋史典
- 脚本 - 深沢正樹
- 撮影 - 川田万理
- 照明 - 倉本輝彦（第1作）、田渕博（第2作・第3作）
- 音声 - 国沢藤一[注 2]
- VE - 横田久雄（第1作）、福留克世（第2作・第3作）
- 装飾 - 神戸信次第、赤塚明（第2作）、斎藤智昭（第3作）
- 美術 - 吉川康美（第3作）
- 持道具 - 川本千鶴（第1作）、井隈啓太（第2作）、丸本修平（第3作）
- 衣裳 - 武内修、加藤美紀（第1作）、中村美保（第2作）、小木田浩次（第3作）
- ヘアメイク - 小川幸美、真鍋知子（第1作）、伊駒舞（第2作）、高村明日見（第3作）
- 技術デスク - 星宏美
- 美術デスク - 森川一雄、佐藤康（第3作）
- 選曲 - 矢崎裕行
- 効果 - 山下祐司
- 編集 - 大塚民生、村松智美（第1作・第2作）
- MA - 栃木征男（第1作・第2作）、山下諒（第3作）
- 理学療法指導 - 吉井智晴
- 医事指導 - 坪井正博（第1作）
- 擬闘 - 栗原直樹（第1作・第2作）
- スタントコーディネート - 高橋伸稔（第2作）
- スタント - 佐藤ケンジ（第3作）
- 車両 - 最上企画（第1作）、ファン（第2作）、フェネック（第3作）、亀赴川浩
- スチール - 龍田浩之
- 番組宣伝 - 宮岡貞成（テレビ東京、第1作・第2作）、鈴木紀子（テレビ東京、第3作）
- 音楽協力 - テレビ東京ミュージック
- 制作協力 - フォーチュン、KHKアート、東京医療学院[注 3]、ピースカフェ（第1作）、日本子守唄協会（第1作）、タカハシレーシング(#3)、アルティメット・スタント（第3作）
- 美術協力 - 日本光電（第1作）、フクダ電子（第1作）、トーイツ（第1作）、フタバ（第1作）、キャノンマーケティングジャパン（第1作）、NTTドコモ（第1作）、沖電気工業（第1作）、ウィルコム（第1作）、テルモ（第1作）
- 撮影協力 - 向井外科産婦人科医院（第1作）、諏訪圏フィルムコミッション（第1作）、上諏訪駅（第1作）、諏訪警察署（第1作）、諏訪商工会議所（第1作）
- 演出補 - 山本剛義（第1作）
- 演出 - 荒井光明
- 制作 - テレビ東京、BSジャパン、The icon

## 放送日程
| 話数 | 放送日        | サブタイトル                   | 視聴率 |
| ---- | ------------- | ------------------------------ | ------ |
| 1    | 2006年9月20日 | "信濃寝かせ唄"殺人事件!        | 10.7%  |
| 2    | 2007年8月08日 | 伊豆温泉リゾート殺人事件       | 12.0%  |
| 3    | 2008年7月09日 | 富士五湖〜湯けむり地蔵殺人事件 | 10.0%  |